# Tour Generación RBD
Tour Generación RBD fue la primera gira de conciertos nacionales de la agrupación mexicana RBD.
La gira comenzó el 13 de mayo de 2005 en Toluca, y llegó a su fin el 18 de diciembre de 2005 en Guayaquil, Ecuador. Además de otorgar más de ochenta conciertos en México, la agrupación visitó Colombia, Venezuela, Puerto Rico y Ecuador. El 21 de enero de 2006 comienza la segunda etapa del tour, titulada Nuestro Amor Tour.
El CD/DVD Tour Generación RBD en vivo, grabado en el Palacio de los Deportes, México, fue puesto a la venta en 2005.

## Antecedentes

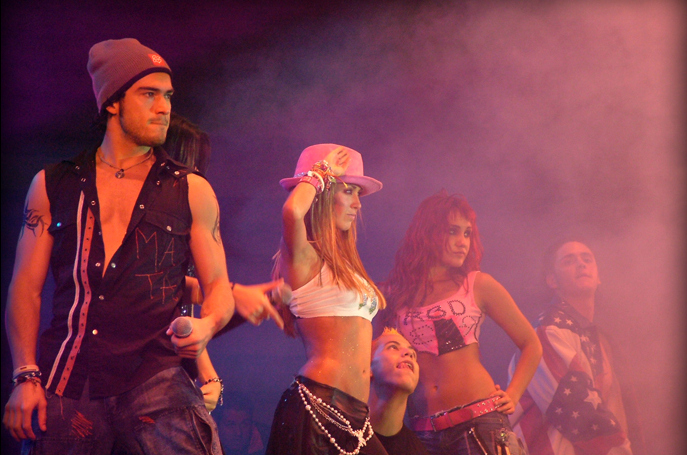
RBD durante su gira en Tijuana, México.

La gira comenzó el 13 de mayo de 2005 en Toluca, y llegó a su fin el 18 de diciembre de 2005 en Guayaquil, Ecuador. El 21 de enero de 2006 comienza la segunda etapa del tour, titulada Nuestro Amor Tour, llegando a su fin el 14 de marzo de 2007 en Estados Unidos. 
Su primera salida internacional fue a Colombia con este tour, en octubre del 2005, visitaron las Ciudades Medellín (celebrando aquí el cumpleaños de Christopher Von Uckermann uno de sus integrantes), Cali y Bogotá en este orden, fueron un éxito total donde rompieron récords de público y tiempo en venta de boletaría, en estas tres ciudades se presentaron en sus respectivos y principales estadios, logrado solo por los más reconocidos y posicionados artistas, lo que RBD hizo con gran facilidad, logrando un lleno total en las 3 ciudades, con más de cincuenta mil espectadores en cada una de sus diferentes presentaciones coreando sus canciones, logrando así un éxito inesperado y un revuelo en todo el país. 
En octubre de 2005 se presentan por primera vez en Venezuela, en noviembre de 2005 se presentan en Puerto Rico y en diciembre del mismo año en Ecuador.

## Recepción

### Crítica
La gira recibió mayormente críticas positivas, Rodrigo Farías Bárcenas del sitio Bitácora del Auditorio Nacional reseñó, sobre sus presentaciones en dicho lugar, «La impetuosa recepción que los fans brindan a RBD impide que se escuche el mantra cuyo propósito es crear una atmósfera de rito. Los seis integrantes se instalan con solemnidad guardando silencio, pero lo que para ellos representa una forma de invocar el éxito, utilizando la sabiduría budista, para sus seguidores es algo que no merece atención. Un par de minutos después, tan pronto suena “Rebelde”, aquella volcánica reacción arroja en el olvido a la encantadora música hindú que deja de brotar por el sistema de audio», sobre el estilo de la banda agrega «En sus vestimentas hay una gama de estilos. Ellas prefieren la comodidad sport, lucen minifalda, escote pronunciado y playeras que dejan el vientre descubierto. Ellos tienen un look también informal, con un detalle hippie por aquí y un toque punk por allá. Unas y otros han cultivado la esbeltez de sus cuerpos, y los usan como vehículo de expresión con ligero matiz erótico. Sonríen todo el tiempo, cual reflejo de una permanente alegría de vivir».
Juan Alvarado González del diario El Porvenir, reseñó «fue espectacular cuando miles de gargantas entonaron cada uno de los temas al lado de sus cantantes favoritos que aparecen a diario en la telenovela “Rebelde”», agregando «La gira “Tour Generación RBD” se ha presentado exitosamente en el Palacio de los Deportes en el DF, en donde han congregado a más de 80 mil personas. Han sido conciertos inolvidables, en los que miles de voces al unísono se escucharon cantar “Sólo quédate en silencio cinco minutos, acaríciame un momento, ven junto a mi”. Sin duda, la explosiva gira está causando sensación por varios estados de la República Mexicana».

### Desempeño comercial
La gira fue certificado por OCESA como la cuarta gira más rápidamente vendida en México, por detrás de The Cure's en 2004 con "Sing to the Dead Tour", Britney Spears en 2002 con "Dream Within a Dream Tour", y los Backstreet Boys en 2001 con "The Black & Blue Tour".
En México, en los conciertos otorgados en el Palacio de los Deportes de la Ciudad de México, congregaron a más de 80 mil personas. En sus dos conciertos otorgados en junio de 2005, en Monterrey, reunieron más de treinta mil espectadores. Fue visto por más de 4 700 000 fanes en México. En Colombia lograron lleno total en las tres fechas otorgadas en dicho país, reuniendo más de cincuenta mil espectadores. 
RBD ofreció nueve actuaciones en el Palacio de los Deportes, con capacidad para quince mil personas, once en el Auditorio Nacional, y una en el Teatro Metropólitan, ante tres mil personas, todas con lleno total. La agrupación logró reunir a 130 000 personas en la presentación del mes de marzo en el zócalo, la plaza central de la Ciudad de México.

## Álbumnes en vivo y DVD
El 27 de mayo de 2005 en México, D.F., en el Palacio de los Deportes, fue grabado el primer álbum en vivo y DVD, titulado Tour Generación RBD en vivo, con récord de asistencia, ante unos 50 000 espectadores. 
El álbum en vivo, Tour generación RBD en vivo, fue lanzado a la venta el 19 de julio de 2005. En marzo de 2006 se lanzó la edición diamante del álbum, la cual incluye temas en portugués, juegos, documentales y fotografías de la agrupación. El álbum se posicionó en el primer puesto del Top 100 Álbumes de AMPROFON. Fue certificado como disco de platino y oro por la Asociación Mexicana de Productores de Fonogramas y Videogramas (AMPROFON), por la venta de 150 000 copias. En Estados Unidos se posicionó en el puesto veintinueve del Billboard Heatseekers Albums, en el puesto veintidós del Billboard Top Latin Albums y en el Billboard Latin Pop Albums se posicionó en el sexto puesto. El álbum fue certificado por RIAA disco de platino por sus 100 000 copias vendidas. En España el álbum debutó en el puesto veintitrés, alcanzando en su segunda semana el puesto trece, el álbum se mantiene por dieciocho semanas en la lista de PROMUSICAE y es certificado disco de oro por sus 40 000 copias vendidas. En Brasil el álbum alcanzó el puesto dieciséis de la lista de ABPD.
El DVD Tour generación RBD en vivo fue lanzado a la venta el 26 de agosto de 2005 en México y 8 de noviembre de 2005 en Estados Unidos. En España el álbum se posicionó en el primer puesto del top veinte de DVD musicales, y recibió certificación de doble platino por sus 50 000 copias vendidas. En Brasil alcanzó el segundo puesto.

## Repertorio
| Primera fase 2005 |
| --- |
| Setlist 1 1. Rebelde 2. Otro día que va 3. Santa no soy 4. Medley 1: Me he enamorado de un fan / No sé si es amor / Ámame hasta con los dientes / Rayo rebelde / Baile del sapo / Me vale 5. Enséñame 6. Futuro exnovio 7. Cuando el amor se acaba 8. Liso, sensual 9. A rabiar 10. Una canción 11. Medley 2: Cuando baja la marea / Te quiero / Verano peligroso / Devuélveme a mi chica / La chica del bikini azul / Viviendo de noche / De música ligera / Es mejor así 12. Fuego 13. Sálvame 14. Tenerte y quererte 15. Un poco de tu amor 16. Sólo quédate en silencio 17. Rebelde (Versión cumbia) |

| Segunda fase 2005 |
| --- |
| Setlist 1 1. Rebelde 2. Otro día que va 3. Santa no soy 4. Medley 1: Me he enamorado de un fan / No sé si es amor / Ámame hasta con los dientes / Rayo rebelde / Baile del sapo / Me vale 5. Enséñame 6. Futuro exnovio 7. Cuando el amor se acaba 8. Liso, sensual 9. Una canción 10. Medley 2: Cuando baja la marea / Te quiero / Verano peligroso / Devuélveme a mi chica / La chica del bikini azul / Viviendo de noche / De música ligera / Es mejor así 11. Fuego 12. Sálvame 13. Tenerte y quererte 14. Un poco de tu amor 15. Sólo quédate en silencio 16. Aún hay algo 17. Nuestro amor |

| Tercera fase 2006-07 |
| --- |
| Setlist 1 1. Rebelde 2. Otro día que va 3. Santa no soy 4. Asi soy yo 5. Feliz Cumpleaños 6. Enséñame 7. Que fue del amor 8. Cuando el amor se acaba 9. Una canción 10. Tu amor 11. Este corazón 12. Solo para ti 13. Me voy 14. Sálvame 15. Tenerte y quererte 16. No pares 17. A tu lado 18. Fuera 19. Sólo quédate en silencio 20. Qué hay detrás 21. Un poco de tu amor 22. Aún hay algo 23. Tras de mi 24. Ser o parecer 25. Nuestro amor 26. Rebelde |

| Observaciones |
| --- |
| - "Nuestro Amor" fue cantada a partir el 01 de octubre de 2005 en Mérida. - "Aún hay algo" fue cantada a partir el 26 de noviembre de 2005 en Valencia. - El grupo interpretó la canción "Otro Dia Que Vá" solo el 4 de octubre en Porto Alegre en celebración del "Día Mundial de RBD". - "Ser o parecer" fue cantada a partir del 07 de octubre de 2006. - "Tu Amor" fue cantada a partir del 02 de febrero de 2007, sustituyendo a "Una canción". |

## Fechas
| Fecha                    | Ciudad              | País                 | Local                                                   | Observación                          |                   |
| América del Norte        | América del Norte   | América del Norte    | América del Norte                                       | América del Norte                    | América del Norte |
| ------------------------ | ------------------- | -------------------- | ------------------------------------------------------- | ------------------------------------ | ----------------- |
| 13 de mayo de 2005       | Toluca              | México               | Estádio Toluca 80                                       | Comienzo de la gira                  |                   |
| 14 de mayo de 2005       | San Luis Potosí     | México               | Estádio 20 de Noviembre                                 | -                                    |                   |
| 15 de mayo de 2005       | Aguascalientes      | México               | Plaza de Toros Monumental                               | -                                    |                   |
| 20 de mayo de 2005       | León                | México               | Poliforum León                                          | -                                    |                   |
| 21 de mayo de 2005       | Guadalajara         | México               | Plaza de Toros Nuevo Progreso                           | -                                    |                   |
| 22 de mayo de 2005       | Querétaro           | México               | Estadio Municipal Querétaro                             | -                                    |                   |
| 27 de mayo de 2005       | Ciudad de México    | México               | Palacio de los Deportes                                 | -                                    |                   |
| 28 de mayo de 2005       | Ciudad de México    | México               | Palacio de los Deportes                                 | -                                    |                   |
| 29 de mayo de 2005       | Ciudad de México    | México               | Palacio de los Deportes                                 | -                                    |                   |
| 3 de junio de 2005       | Puebla              | México               | Universidad de las Américas                             | -                                    |                   |
| 4 de junio de 2005       | Veracruz            | México               | Estadio Universitario Beto Ávila                        | -                                    |                   |
| 5 de junio de 2005       | Villahermosa        | México               | Parque Tabasco                                          | -                                    |                   |
| 10 de junio de 2005      | Torreón             | México               | Estadio Revolución                                      | -                                    |                   |
| 11 de junio de 2005      | Monterrey           | México               | Auditorio Coca Cola                                     | -                                    |                   |
| 12 de junio de 2005      | Monterrey           | México               | Auditorio Coca Cola                                     | -                                    |                   |
| 17 de junio de 2005      | Ciudad de México    | México               | Palacio de los Deportes                                 | -                                    |                   |
| 18 de junio de 2005      | Ciudad de México    | México               | Palacio de los Deportes                                 | Grabación CD/DVD                     |                   |
| 19 de junio de 2005      | Ciudad de México    | México               | Palacio de los Deportes                                 | -                                    |                   |
| 24 de junio de 2005      | Hermosillo          | México               | Teatro al Aire Libre La Sauceda                         | -                                    |                   |
| 26 de junio de 2005      | Cualiacán           | México               | Estadio Los Dorados                                     | -                                    |                   |
| 15 de julio de 2005      | Tijuana             | México               | Plaza de Toros Monumental de Playas                     | -                                    |                   |
| 16 de julio de 2005      | Mexicali            | México               | Fex Centro de Espectáculos                              | -                                    |                   |
| 22 de julio de 2005      | Pachuca             | México               | Estadio Hidalgo                                         | -                                    |                   |
| 23 de julio de 2005      | Morelia             | México               | Pabellón Don Vasco                                      | -                                    |                   |
| 24 de julio de 2005      | Zacatecas           | México               | Estadio Francisco Villa                                 | -                                    |                   |
| 29 de julio de 2005      | Ciudad Juárez       | México               | Plaza de Toros Monumental                               | -                                    |                   |
| 30 de julio de 2005      | Chihuahua           | México               | Plaza de Toros Monumental                               | -                                    |                   |
| 5 de agosto de 2005      | Saltillo            | México               | Auditorio de Parque Las Maravillas                      | -                                    |                   |
| 6 de agosto de 2005      | Monterrey           | México               | Auditorio Coca Cola                                     | -                                    |                   |
| 7 de agosto de 2005      | Matamoros           | México               | Parque Olímpico Cultura                                 | -                                    |                   |
| 19 de agosto de 2005     | Durango             | México               | Estadio Francisco Zarco                                 | -                                    |                   |
| 21 de agosto de 2005     | Tepic               | México               | Arena Cora                                              | -                                    |                   |
| 25 de agosto de 2005     | Ciudad de México    | México               | Auditorio Nacional                                      | -                                    |                   |
| 26 de agosto de 2005     | Ciudad de México    | México               | Auditorio Nacional                                      | -                                    |                   |
| 28 de agosto de 2005     | Ciudad de México    | México               | Auditorio Nacional                                      | A las 13:00                          |                   |
| 28 de agosto de 2005     | Ciudad de México    | México               | Auditorio Nacional                                      | A las 18:00                          |                   |
| 3 de septiembre de 2005  | Acapulco            | México               | Rockola                                                 | -                                    |                   |
| 4 de septiembre de 2005  | Ciudad de México    | México               | Teatro Metropolitan                                     | -                                    |                   |
| 30 de septiembre de 2005 | Campeche            | México               | Estadio Nelson Barrera                                  | -                                    |                   |
| 1 de octubre de 2005     | Mérida              | México               | Estadio Nelson Iturralde                                | -                                    |                   |
| 2 de octubre de 2005     | Cancún              | México               | Estádio Beto Ávila                                      | -                                    |                   |
| 7 de octubre de 2005     | Ciudad Juárez       | México               | Plaza de Toros                                          | -                                    |                   |
| 8 de octubre de 2005     | Reynosa             | México               | Estádio Adolfo López                                    | -                                    |                   |
| 9 de octubre de 2005     | Tijuana             | México               | Plaza de Toros Monumental de Playas                     | -                                    |                   |
| América del Sur          |                     |                      |                                                         |                                      |                   |
| 21 de octubre de 2005    | Medellín            | Colombia             | Estadio Atanasio Girardot                               | -                                    |                   |
| 22 de octubre de 2005    | Cali                | Colombia             | Estadio Olímpico Pascual Guerrero                       | -                                    |                   |
| 23 de octubre de 2005    | Bogotá              | Colombia             | Estadio Nemesio Camacho El Campin                       | 60.000 espectadores                  |                   |
| América del Norte        |                     |                      |                                                         |                                      |                   |
| 28 de octubre de 2005    | Nuevo Laredo        | México               | Estadio Parque la Junta                                 | -                                    |                   |
| 29 de octubre de 2005    | Reynosa             | México               | Estadio López Mateos                                    | -                                    |                   |
| 30 de octubre de 2005    | Tampico             | México               | Centro de Convenciones                                  | -                                    |                   |
| 4 de noviembre de 2005   | Colima              | México               | Estadio Olímpico Universitario                          | -                                    |                   |
| 5 de noviembre de 2005   | Guadalajara         | México               | Plaza de Toros Nuevo Progreso                           | -                                    |                   |
| 6 de noviembre de 2005   | Mazatlán            | México               | Estadio Teodoro Mariscal                                | -                                    |                   |
| 10 de noviembre de 2005  | Ciudad de México    | México               | Auditorio Nacional                                      | -                                    |                   |
| 11 de noviembre de 2005  | Ciudad de México    | México               | Auditorio Nacional                                      | -                                    |                   |
| 13 de noviembre de 2005  | Ciudad de México    | México               | Auditorio Nacional                                      | A las 13:00                          |                   |
| 13 de noviembre de 2005  | Ciudad de México    | México               | Auditorio Nacional                                      | A las 18:00                          |                   |
| 18 de noviembre de 2005  | Ciudad de México    | México               | Auditorio Nacional                                      | -                                    |                   |
| América del Sur          |                     |                      |                                                         |                                      |                   |
| 26 de noviembre de 2005  | Valencia            | Venezuela            | Forum de Valencia                                       | -                                    |                   |
| 27 de noviembre de 2005  | Caracas             | Venezuela            | Poliedro de Caracas                                     | -                                    |                   |
| América del Norte        |                     |                      |                                                         |                                      |                   |
| 2 de diciembre de 2005   | San Juan            | Puerto Rico          | Coliseo José Miguel Agrelot                             | -                                    |                   |
| 4 de diciembre de 2005   | San Juan            | Puerto Rico          | Coliseo José Miguel Agrelot                             | A las 15:00                          |                   |
| 4 de diciembre de 2005   | San Juan            | Puerto Rico          | Coliseo José Miguel Agrelot                             | A las 19:30                          |                   |
| 9 de diciembre de 2005   | Ciudad de Guatemala | Guatemala            | Estadio Mateo Flores                                    | -                                    |                   |
| 10 de diciembre de 2005  | San Salvador        | El Salvador          | Estadio Jorge González                                  | -                                    |                   |
| América del Sur          |                     |                      |                                                         |                                      |                   |
| 16 de diciembre de 2005  | Cuenca              | Ecuador              | Estadio Alejandro Serrano Aguilar                       | -                                    |                   |
| 17 de diciembre de 2005  | Quito               | Ecuador              | Coliseo General Rumiñahui                               | A las 19:30                          |                   |
| 17 de diciembre de 2005  | Quito               | Ecuador              | Coliseo General Rumiñahui                               | A las 15:00                          |                   |
| 18 de diciembre de 2005  | Guayaquil           | Ecuador              | Estadio Modelo Alberto Spencer                          | -                                    |                   |
| Tour Nuestro Amor 2006   |                     |                      |                                                         |                                      |                   |
| América del Norte        |                     |                      |                                                         |                                      |                   |
| 21 de enero de 2006      | Los Angeles         | Estados Unidos       | Pantages Theatre                                        | Grabacion Del Album Live In Holywood |                   |
| 27 de enero de 2006      | Chetumal            | México               | Plaza de Toros                                          | -                                    |                   |
| 28 de enero de 2006      | Ciudad del Carmen   | México               | Domo del Mar                                            | -                                    |                   |
| 29 de enero de 2006      | Cancún              | México               | Estadio Beto Ávila                                      | -                                    |                   |
| 25 de febrero de 2006    | Monterrey           | México               | Arena Monterrey                                         | -                                    |                   |
| 5 de marzo de 2006       | Tampico             | México               | Expo Tampico                                            | -                                    |                   |
| 11 de marzo de 2006      | San José            | Costa Rica           | Estadio Ricardo Saprissa                                | -                                    |                   |
| 12 de marzo de 2006      | Panamá              | Panamá               | Figali Convention Center                                | -                                    |                   |
| 18 de marzo de 2006      | Los Angeles         | Estados Unidos       | Los Angeles Memorial Coliseum                           | -                                    |                   |
| 19 de marzo de 2006      | Sacramento          | Estados Unidos       | ARCO Arena                                              | -                                    |                   |
| 24 de marzo de 2006      | Fresco              | Estados Unidos       | Save Mart Center                                        | -                                    |                   |
| 25 de marzo de 2006      | San Diego           | Estados Unidos       | Coors Amphitheatre                                      | -                                    |                   |
| 26 de marzo de 2006      | San Jose            | Estados Unidos       | HP Pavilion                                             | -                                    |                   |
| 1 de abril de 2006       | Orizaba             | México               | Plaza de Toros La Concordia                             | -                                    |                   |
| 2 de abril de 2006       | Irapuato            | México               | Inforum                                                 | -                                    |                   |
| 7 de abril de 2006       | El Paso             | Estados Unidos       | El Paso County Coliseum                                 | -                                    |                   |
| 8 de abril de 2006       | Laredo              | Estados Unidos       | Laredo Entertainment Center                             | -                                    |                   |
| 9 de abril de 2006       | Hidalgo             | Estados Unidos       | Dodge Arena                                             | A las 12:00                          |                   |
| 9 de abril de 2006       | Hidalgo             | Estados Unidos       | Dodge Arena                                             | A las 20:00                          |                   |
| 15 de abril de 2006      | West Valley City    | Estados Unidos       | E Center                                                | -                                    |                   |
| 16 de abril de 2006      | Denver              | Estados Unidos       | Pepsi Center                                            | -                                    |                   |
| 28 de abril de 2006      | San Antonio         | Estados Unidos       | AT&T Center                                             | -                                    |                   |
| 29 de abril de 2006      | Frisco              | Estados Unidos       | Pizza Hut Park                                          | -                                    |                   |
| 30 de abril de 2006      | The Woodlands       | Estados Unidos       | Cynthia Woods Mitchell Pavilion                         | -                                    |                   |
| 5 de mayo de 2006        | Portland            | Estados Unidos       | Rose Garden Arena                                       | -                                    |                   |
| 6 de mayo de 2006        | Yakima              | Estados Unidos       | Yakima Valley SunDome                                   | -                                    |                   |
| 7 de mayo de 2006        | Tacoma              | Estados Unidos       | Tacoma Dome                                             | -                                    |                   |
| 19 de mayo de 2006       | Chicago             | Estados Unidos       | Allstate Arena                                          | -                                    |                   |
| 20 de mayo de 2006       | Chicago             | Estados Unidos       | Allstate Arena                                          | -                                    |                   |
| 26 de mayo de 2006       | Fairfax             | Estados Unidos       | Patriot Center                                          | -                                    |                   |
| 27 de mayo de 2006       | Charlotte           | Estados Unidos       | Cricket Arena                                           | -                                    |                   |
| 28 de mayo de 2006       | Atlanta             | Estados Unidos       | HiFi Buys Amphitheatre                                  | -                                    |                   |
| 17 de junio de 2006      | Phoenix             | Estados Unidos       | US Airways Center                                       | -                                    |                   |
| 18 de junio de 2006      | Salinas             | Estados Unidos       | Salinas Sports Complex                                  | -                                    |                   |
| 22 de junio de 2006      | San Francisco       | Estados Unidos       | Bill Graham Civic Auditorium                            | -                                    |                   |
| 24 de junio de 2006      | Indian Wells        | Estados Unidos       | Indian Wells Tennis Garden                              | -                                    |                   |
| 25 de junio de 2006      | Las Vegas           | Estados Unidos       | Thomas & Mack Center                                    | -                                    |                   |
| 30 de junio de 2006      | Olando              | Estados Unidos       | TD Waterhouse Centre                                    | -                                    |                   |
| 1 de julio de 2006       | Miami               | Estados Unidos       | American Airlines Arena                                 | -                                    |                   |
| 14 de julio de 2006      | Uniondale           | Estados Unidos       | Nassau Veterans Memorial Coliseum                       | -                                    |                   |
| 15 de julio de 2006      | New York            | Estados Unidos       | Madison Square Garden                                   | -                                    |                   |
| 28 de julio de 2006      | Bakersfield         | Estados Unidos       | Rabobank Arena                                          | -                                    |                   |
| 30 de julio de 2006      | Tucson              | Estados Unidos       | Tucson Convention Center                                | -                                    |                   |
| 25 de agosto de 2006     | Santo Domingo       | República Dominicana | Estadio Olímpico Félix Sánchez                          | -                                    |                   |
| 27 de agosto de 2006     | San Juan            | Puerto Rico          | Coliseo José Miguel Agrelot                             | A las 15:00                          |                   |
| 27 de agosto de 2006     | San Juan            | Puerto Rico          | Coliseo José Miguel Agrelot                             | A las 20:00                          |                   |
| 15 de agosto de 2006     | Maracaibo           | Venezuela            | Estadio Luis Aparicio El Grande                         | -                                    |                   |
| 16 de septiembre de 2006 | Valencia            | Venezuela            | Plaza de toros de valencia                              | -                                    |                   |
| 17 de septiembre de 2006 | Caracas             | Venezuela            | Estadio Olímpico de la Universidad Central de Venezuela | -                                    |                   |
| 20 de septiembre de 2006 | Manaus              | Brasil               | Sambodromo de Manaus                                    | -                                    |                   |
| 21 de septiembre de 2006 | Belem               | Brasil               | Arena Yamada                                            | -                                    |                   |
| 22 de septiembre de 2006 | Fortaleza           | Brasil               | Marina Park                                             | -                                    |                   |
| 23 de septiembre de 2006 | Goiânia             | Brasil               | Estádio Serra Dourada                                   | -                                    |                   |
| 24 de septiembre de 2006 | Brasília            | Brasil               | Estádio Mané Garrincha                                  | -                                    |                   |
| 27 de septiembre de 2006 | Recife              | Brasil               | Chevrolet Hall                                          | -                                    |                   |
| 29 de septiembre de 2006 | Vitória             | Brasil               | Praça do Papa                                           | -                                    |                   |
| 30 de septiembre de 2006 | Belo Horizonte      | Brasil               | Ginásio Mineirinho                                      | -                                    |                   |
| 3 de octubre de 2006     | Porto Alegre        | Brasil               | Gigantinho                                              | -                                    |                   |
| 4 de octubre de 2006     | Porto Alegre        | Brasil               | Gigantinho                                              | -                                    |                   |
| 5 de octubre de 2006     | Curitiba            | Brasil               | Kyocera Arena                                           | -                                    |                   |
| 7 de octubre de 2006     | São Paulo           | Brasil               | Estádio do Morumbi                                      | Grabacion Del Album Live In Rio      |                   |
| 8 de octubre de 2006     | Rio de Janeiro      | Brasil               | Estadio Maracaná                                        | -                                    |                   |
| 30 de octubre de 2006    | Houston             | Estados Unidos       | Toyota Center                                           | -                                    |                   |
| 3 de noviembre de 2006   | Santiago            | Chile                | Estadio Nacional De Chile                               | -                                    |                   |
| 5 de noviembre de 2006   | Santiago            | Chile                | Estadio Nacional De Chile                               | -                                    |                   |
| 8 de noviembre de 2006   | Lima                | Perú                 | Explanada Sur del Estadio Monumental                    | -                                    |                   |
| 6 de enero de 2007       | Barcelona           | España               | Palau Sant Jordi                                        | -                                    |                   |
| 7 de enero de 2007       | Madrid              | España               | Palacio de Deportes de la Comunidad de Madrid           | -                                    |                   |
| 2 de febrero de 2007     | El Paso             | Estados Unidos       | Don Haskins Center                                      | -                                    |                   |
| 3 de febrero de 2007     | Los Angeles         | Estados Unidos       | Gibson Amphitheatre                                     | -                                    |                   |
| 4 de febrero de 2007     | Las Vegas           | Estados Unidos       | Aladdin Theater                                         | -                                    |                   |
| 15 de febrero de 2007    | Iquique             | Chile                | Estadio Tierra de Campeones                             | -                                    |                   |
| 16 de febrero de 2007    | Coquimbo            | Chile                | Estadio Francisco Sánchez Rumoroso                      | -                                    |                   |
| 17 de febrero de 2007    | Concepción          | Chile                | Estadio Municipal                                       | -                                    |                   |
| 18 de febrero de 2007    | Viña del mar        | Chile                | Estadio Sausalito                                       | -                                    |                   |
| 2 de marzo de 2007       | Hidalgo             | Estados Unidos       | Dodge Arena                                             | -                                    |                   |
| 3 de marzo de 2007       | Laredo              | Estados Unidos       | Laredo Entertainment Center                             | -                                    |                   |

Notas
1. ↑  En este concierto se llevó a cabo la grabación del DVD Tour generación RBD en vivo.

## Premios y nominaciones
| Año  | Ceremonia        | Categoría             | Resultado | Ref.   |
| ---- | ---------------- | --------------------- | --------- | ------ |
| 2006 | Premios Juventud | Mi concierto favorito | Ganadores | [ 21 ] |